# Kodaira
Kodaira (japanska: 小平市 ?, Kodaira-shi) är en stad i Tokyo prefektur i Japan. Staden fick stadsrättigheter 1962.